# Muganayakanakote, Gubbi
Muganayakanakote là một làng thuộc tehsil Gubbi, huyện Tumkur, bang Karnataka, Ấn Độ.